# Re Nala
Re Nala è un'opera di Antonio Smareglia su libretto di Vincenzo Valle. Fu rappresentata per la prima volta al Teatro la Fenice di Venezia il 9 febbraio 1887.. La première fu un insuccesso e il compositore decise di distruggere la partitura.

## Interpreti della prima rappresentazione
| Personaggio        | Interprete         |
| ------------------ | ------------------ |
| Bhimasena Purohita | Aristodemo Sillich |
| Damjanti           | Lina Cerne         |
| Nala               | Enrico Fagotti     |
| Swarga             | Giulio Fari        |

Direttore: Alessandro Pomè.

## Trama
L'azione ha luogo in India.

### Atto I
Bhimasena indice una gara tra nobili di altre tribù per decidere chi dovrà sposare sua figlia Damjanti. La gara viene vinta da Nala, re dei Nishadi, con disappunto di Swarga, fratello di Nala che aveva sperato di conquistare Damjanti. Damjanti è felice, perché aveva visto Nala in un sogno che ora vede avverarsi.

### Atto II
Gli sposi si sono trasferiti nel regno di Nala. Nala torna vittorioso da una guerra. Ma Swarga, con l'aiuto di un sacerdote (il Purohita) a cui promette immense ricchezze, inventa uno stratagemma per separare Damjanti dal fratello: il Purohita dice a Nala che il dio Brahma esige che Damjanti torni dal padre.

### Atto III
Nala, inquieto per la richiesta del Purohita, vorrebbe donare a Damjanti il magnifico castello di Swarga. Swarga lo induce a giocare a dadi: il regno in cambio del castello. Nala accetta e perde tutto, poi Swarga gli confessa di invidiargli l'amore di Damjanti. Damjanti perdona a Nala la sua imprudenza e si accinge ad abbandonare il regno con lo sposo, ora che egli non è più re.

### Atto IV
Swarga ha preso il potere e pensa ancora a Damjanti, ma il popolo è dalla parte di Nala. Nala fa ritorno per chiedere a Swarga di regnare con saggezza, ma viene imprigionato. Swarga riesce a trovare la capanna dove si è nascosta Damjanti e la supplica di unirsi a lui. Damjanti rifiuta e poco dopo giunge Nala, che è stato liberato dal popolo. Swarga viene catturato ma prima ferisce a morte Damjanti.